# 横田謙吾
横田 謙吾（よこた けんご、1912年（大正元年）12月28日 - 1993年（平成5年）3月13日）は、日本の教育者。

## 経歴
長崎県出身。昭和7（1932）年、長崎県師範学校（長崎師範学校）卒業。教科は国語と社会。旧・南有馬町立梅谷小学校（南島原市立梅谷小学校）校長や旧・国見町立神代小学校（雲仙市立神代小学校）校長を務めた。平成2（1989）年、勲五等に叙され瑞宝章を授与される。第2048167号。平成5(1992)年3月13日従五位に叙される。江戸時代前期の義民、横田伝兵衛から数えて7代目の子孫に当たる。